# Didier Priem
 (novembre 2023).
Pour les articles homonymes, voir Priem.
Didier Priem (né le 16 septembre 1969 à Roulers,) est un coureur cycliste belge, actif dans les années 1990 et 2000.

## Biographie
En 1986, Didier Priem devient champion provincial de Flandre-Occidentale chez les débutants (moins de 17 ans). L'année suivante, il se classe troisième du championnat de Belgique et sixième du championnat du monde dans la catégorie juniors (moins de 19 ans). Il remporte ensuite l'Internatie Reningelst en 1988, ou encore l'épreuve Gand-Staden en 1990. 
Il passe finalement professionnel en 1991 au sein de la structure Tonton Tapis-GB. Avec cette équipe, il s'impose sur le Circuit du Houtland. L'année suivante, il termine notamment deuxième de Bruxelles-Ingooigem, sous les couleurs de la formation Assur Carpets-Willy Naessens. Il redescend par la suite chez les amateurs, avant de mettre un terme à sa carrière. 

## Palmarès
- 1985
  - Circuit Het Volk débutants
- 1986
  - Champion de Flandre-Occidentale sur route débutants
- 1987
  - Ledegem-Kemmel-Ledegem
  - 2e des Tre Ciclistica Bresciana
  - 3e du championnat de Belgique sur route juniors
  - 3e du Circuit Het Volk juniors
  - 6e du championnat du monde sur route juniors
- 1988
  - Internatie Reningelst
- 1989
  - 2e du Circuit de Flandre centrale
  - 2e de la Coupe Egide Schoeters
- 1990
  - Gand-Staden
  - Circuit de Flandre centrale
  - 2e de la Course des chats
  - 2e de la Coupe Egide Schoeters
- 1991
  - Circuit du Houtland
  - 2e du Grand Prix de Hannut
- 1992
  - Grand Prix Beeckman-De Caluwé
  - 2e de Bruxelles-Ingooigem
  - 3e du Circuit des frontières
- 1993
  - Circuit du Westhoek